# Maison des anciens remèdes
La Maison des anciens remèdes (pron. fr. AFI: [mezɔ̃ dez‿ɑ̃sjɛ̃ ʁəmɛd]; traducibile in italiano come Casa degli antichi rimedi) è un museo etnografico e botanico situato nella frazione Les Adam a Jovençan, in Valle d'Aosta, nei pressi del municipio.

## Descrizione
Aperta nel febbraio 2011, la Maison si pone l'obiettivo di presentare le pratiche e i saperi legati all'uso delle piante officinali tradizionali della Valle d'Aosta. In particolare, la mostra ruota attorno alle leggende, alle ricette e ai rimedi domestici un tempo utilizzati correntemente nella cultura valdostana.
Si impone come il primo esempio e il riferimento in Italia nell'ambito dei musei e dei centri di studio delle piante officinali tradizionali delle Alpi.